# Храбкув
Храбкув (пол. Chrabków) — село в Польщі, у гміні Пінчів Піньчовського повіту Свентокшиського воєводства.
Населення — 118 осіб (2011).
У 1975—1998 роках село належало до Келецького воєводства.

## Демографія
Демографічна структура на день 31 березня 2011 року:
|          | Загалом | Допрацездатний вік | Працездатний вік | Постпрацездатний вік |
| -------- | ------- | ------------------ | ---------------- | -------------------- |
| Чоловіки | 60      | 9                  | 42               | 9                    |
| Жінки    | 58      | 10                 | 29               | 19                   |
| Разом    | 118     | 19                 | 71               | 28                   |